# Groß Nemerow
Groß Nemerow é um município da Alemanha, situado no distrito de Mecklenburgische Seenplatte, no estado de Mecklemburgo-Pomerânia Ocidental. Tem 21,01 km² de área, e sua população em 2019 foi estimada em 1.158 habitantes.